# Осмистый иридий
Осмистый иридий (или осмиридий) — природный сплав осмия (21—49,3 %) и иридия с небольшими примесями платины, родия и рутения. Этот сплав очень тверд и устойчив к коррозии. Используется для производства хирургических инструментов и в разных отраслях точного машиностроения.

## Обнаружение
Впервые был обнаружен в Западной Тасмании в 1880 году на золотоносных месторождениях как примесь к золотоносной руде. Минералы группы осмистого иридия обычно встречаются в ультраосновных породах в ассоциации с самородной платиной, хромшпинелидами и сульфидами меди. Иногда они также встречаются в кварцовых жилах, содержащих самородное золото.

## Применение
Может быть рудой осмия, иридия и платины.